# Palindiona
Palindiona is een geslacht van vlinders van de familie spinneruilen (Erebidae), uit de onderfamilie Calpinae.

## Soorten
- P. albata Felder, 1874
- P. micra Bar., 1876
- P. ouocco Dyar, 1914
- P. perlata Guenée, 1852